# 索舍-奧斯特里夫西克
47°11′15″N 29°45′10″E / 47.18750°N 29.75278°E
索舍-奧斯特里夫斯凱（烏克蘭語：Соше-Острівське）是位於烏克蘭西南部的村莊，由敖德萨州羅茲季利納區的大米哈伊利夫卡市鎮負責管轄。該村始建於1815年，面積1.56平方公里，海拔高度68米，2001年人口637，人口密度每平方公里408.33人。